# Kevin Connolly
Kevin Thomas Connolly (ur. 5 marca 1974 w Nowym Jorku) – amerykański aktor i reżyser telewizyjny i filmowy.

## Życiorys
Urodził się w Nowym Jorku jako syn Eileen J. (z domu McMahon) i Johna Connolly. W 1992 ukończył Patchogue-Medford High School.
W wieku sześciu lat pojawił się w reklamach telewizyjnych, w tym w „Betcha Bite a Chip” popularnej kampanii Chips Ahoy!. W 1990 wystąpił jako Chickie w dramacie sportowym Johna G. Avildsena Rocky V u boku Sylvestra Stallone. Dwa lata potem znalazł się w obsadzie jako Shaun Kelly w dramacie Alan i Naomi (Alan & Naomi, 1992) z Lukasem Haas. Za rolę Larry'ego O'Donnella w sitcomie Fox Wielki Scott! (Great Scott!, 1992) z Tobeyem Maguire był nominowany do Young Artist Award. W komedii Bogate biedaki (The Beverly Hillbillies, 1993) grał postać Morgana, syna Milburna Drysdale (Dabney Coleman).
Po gościnnym występie w serialu NBC Skrzydła (Wings, 1993), w latach 1995–1999 grał postać Ryana Malloya w sitcomie The WB Unhappily Ever After, gdzie także wyreżyserował wiele odcinków. Jednak największą popularność zdobył jako Eric Murphy w serialu HBO Ekipa (Entourage, 2004–2011) i komedii kinowej Ekipa (Entourage, 2015). Reżyserował film krótkometrażowy Nie ważne (Whatever We Do, 2003) na podstawie scenariusza Nicka Cassavetesa z udziałem Roberta Downeya Jr., Amandy Peet i Tima Roth.
Spotykał się z Nicky Hilton i Haylie Duff.

## Filmografia
- Rocky V (1990) jako Chickie
- Alan i Naomi (Alan & Naomi, 1992) jako Shaun Kelly
- Bogate biedaki (The Beverly Hillbillies, 1993) jako Morgan Drysdale
- Kids Killing Kids (1994) jako Robert
- Unhappily Ever After (1995-1999) jako Ryan Malloy
- Angus (1995) jako Andy
- Pełne zanurzenie (Sub Down, 1997) jako Petty Officer Holliday
- Leć, leć w przestworza (Up, Up, and Away!, 2000) jako Malcolm
- Sam's Circus (2001) jako Kapral John "Little Sarge" Rather
- Na starcie (First Years, 2001) jako Joe
- John Q (2002) jako Steve Maguire
- Antwone Fisher (2002) jako Slim
- Pamiętnik (The Notebook, 2004) jako Fin
- Ekipa (Entourage, 2004) jako Eric Murphy
- The Check Up (2005) jako Mike
- Kobiety pragną bardziej (2009) jako Connor